# Kaieteur National Park
Kaieteur National Park ist ein Nationalpark in der Region Potaro-Siparuni von Guyana. Der Park wurde 1929 durch den Kaieteur National Park Act begründet und ist der einzige Nationalpark Guyanas. Sein Herzstück ist Kaieteur Falls in der Ökoregion des Guianan moist forests. C. Barrington Brown, ein britischer Geologe, hatte die Wasserfälle 1870 entdeckt.

## Geographie
Der Park liegt an der Südwestgrenze des Landes und in der Region Potaro-Siparuni im Nordwesten. Die Westgrenze ist wohl mittlerweile auch die Landesgrenze zu Brasilien, wo sich etwa 60 km weiter westlich von den Wasserfällen der Roraima-Tepui im nach ihm benannten Nationalpark erhebt. Das Gebiet des Parks gehört zum Einzugsgebiet des Essequibo, dessen Zuflüsse Potaro und Korume und viele andere im Parkgebiet entspringen.
Die ursprünglichen Grenzen von 1929 verliefen im Umkreis von Kaieteur Falls und der Schlucht des Potaro. Im Jahr 1999 wurde die Parkfläche auf Anweisung des Präsidenten (Presidential Order) auf 630 km² vergrößert.

## Flora und Fauna
Der Regenwald mit seiner außergewöhnlich hohen Artenvielfalt ist ein wichtiger Rückzugsort für zahlreiche seltene Tier- und Pflanzenarten. Besonders bekannt sind der Goldfrosch (Anomaloglossus beebei), der in bestimmten Bromelien lebt, und der Tiefland-Felsenhahn (Rupicola rupicola). An den Wasserfällen sind die Schwalben auffällig, die zum Teil hinter dem Wasserstrahl ihr Nest an den Felsen haben.
Eines der größten Raubtiere ist der Ozelot.

## Tourismus
Der Kaieteur International Airport in der Nähe der Wasserfälle bietet einen bequemen Zugang für Touristen. Es ist aber auch ein Zugang über Land und mit Booten von Tumatumari aus möglich.
Die Kaieteur National Park Commission unterhält den Tukeit Rest House Compound und verschiedene Wanderpfade, die entlang der Flüsse zu den Wasserfällen führen, wie auch zu den Tukeit Falls.

## Bilder

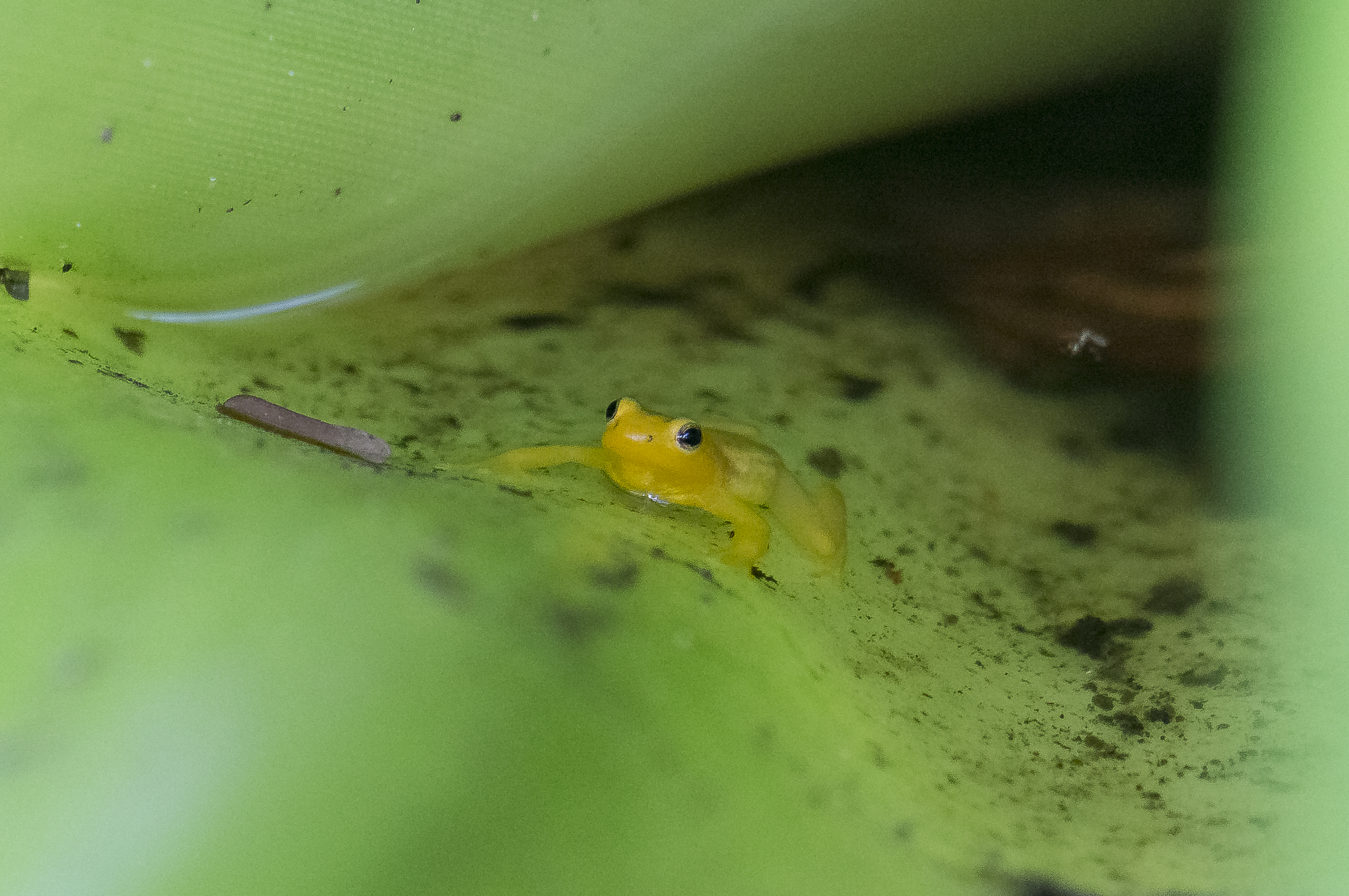
Goldfrosch (Anomaloglossus beebei) im Kaieteur National Park
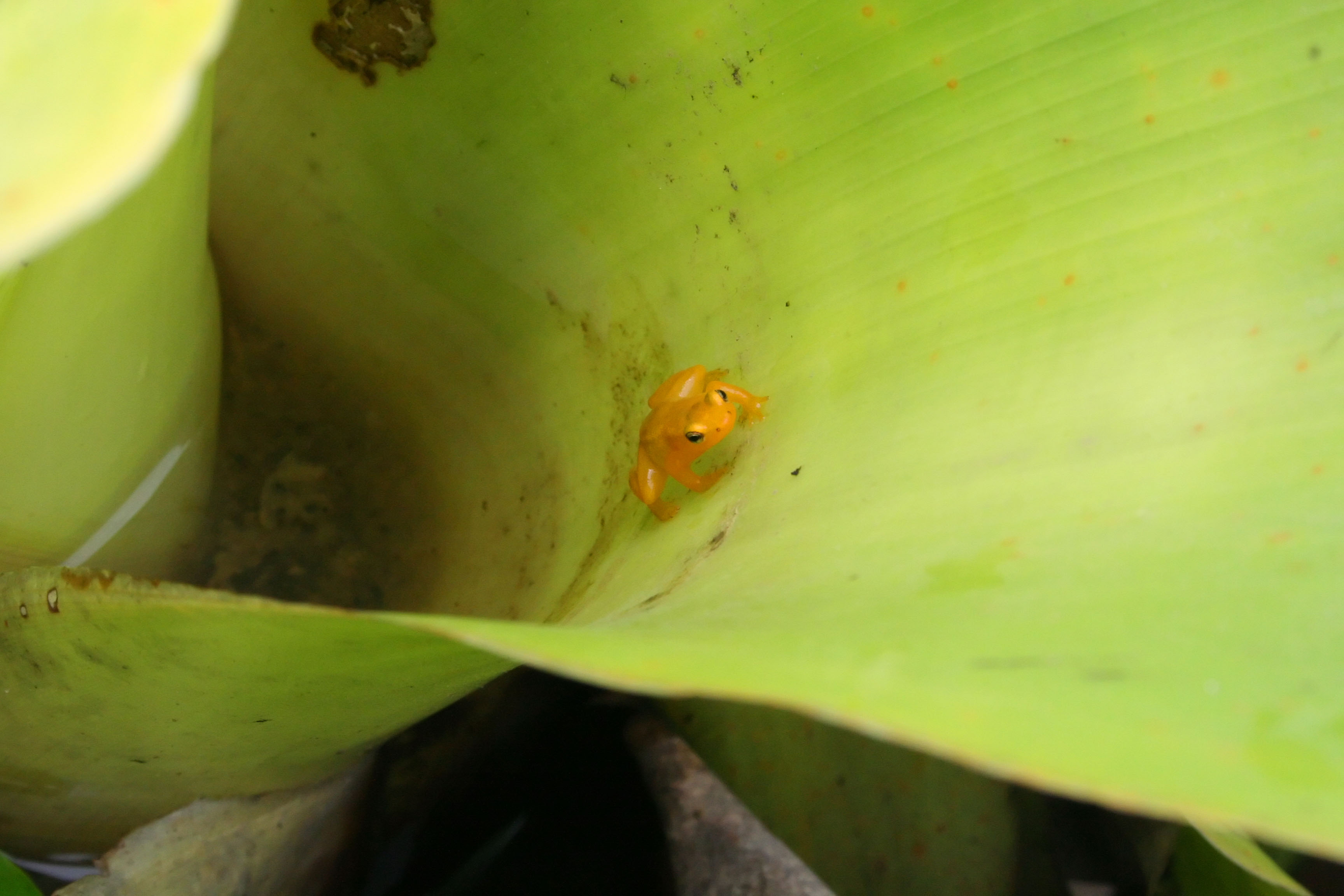
Goldfrosch
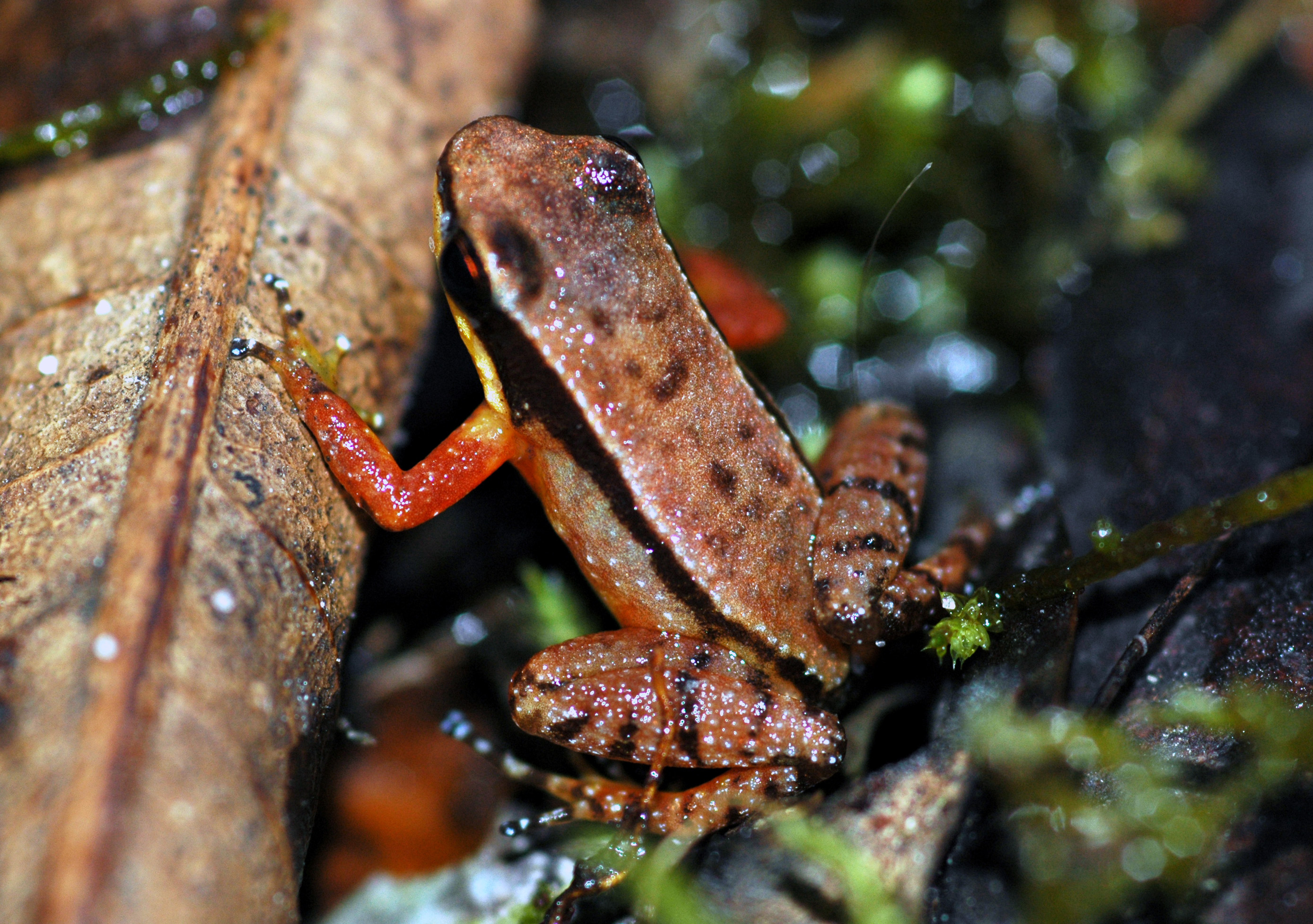
Eine weitere Froschart, die im Kaieteur National Park lebt: Anomaloglossus kaiei